# Jay Ungar
Jay Ungar (* 14. November 1946 in New York City) ist ein US-amerikanischer Fiddlespieler und Komponist.
Als Kind einer Einwandererfamilie wuchs Ungar mit traditioneller mazedonischer und ungarischer Musik auf. Nach dem Abschluss der Highschool kam er zum Bluegrass und der amerikanischen Folkmusik. In den 1960er Jahren wurde er Mitglied von Cat Mother & the All Night Newsboys und kurz darauf der Putnam String County Band. In den 1970er Jahren  trat er im Towne Crier, einem New Yorker Club auf, wo er erstmals Molly Mason traf, die später seine Frau und musikalische Partnerin wurde. Anfang der 1980er Jahre gründete er die Ashokan Fiddle & Dance Camps, an deren Gestaltung sich später auch seine Frau beteiligte.
Mit den Fiddlern Evan Stover und Matt Glaser und dem Gitarristen Russ Barenberg gründete Ungar die Gruppe Fiddle Fever, die zwei LPs veröffentlichte. 1984 arbeitete die Gruppe mit dem Filmemacher Ken Burns zusammen an dem Dokumentarfilm Brooklyn Brigde. Bei dieser Gelegenheit lernte Burns deren LP Waltz of the Wind kennen und war von dem Titel Ashokan Farewell so begeistert, dass er ihn in seinem nächsten Dokumentarfilm Huey (über den Gouverneur Huey Long) verwendete. Berühmt wurde er schließlich als Soundtrack zu Burns’ Dokumentarreihe Der Amerikanische Bürgerkrieg. Ungar wurde für einen Emmy Award, das Soundtrackalbum für einen Grammy nominiert. Ashokan Farewell wurde ein Klassiker der amerikanischen Folkmusik und wurde u. a. von Her Majesty’s Royal Marines, Mark O’Connor,  Pinchas Zuckerman, James Galway, Charlie Byrd, Jerry Garcia, David Grisman, den Osborne Brothers und Jimmy Sturr aufgenommen.
1991 heiratete Ungar Molly Mason. Im gleichen Jahr entstand mit ihr, Thomas Hampson, David Alpher, Dave Bargeron, Peter Ecklund, Arnold Kinsella und John Kirk das Album American Dreamer mit Songs von Stephen Foster. Es folgten Waltzing with You mit Musik aus dem beim Sundance Film Festival ausgezeichneten Film Brothers Keeper und The Lovers Waltz mit Fiddlemusik in der Tradition der Appalachen, skandinavischer und irischer Musik, Klezmer und Swing und einem Medley von Melodien James Horners. Auf dem 1999 erschienenen Album Harvest Home findet sich die zwanzigminütige mit dem  Nashville Chamber Orchestra aufgenommene Harvest Home Suite.
Mit dem Flötisten James Galway, dem Mandolinisten Peter Ostroushko und dem Bassisten Steve Rust nahmen Ungar und Mason 2002 das Album A Song of Home auf. Auf dem Album Relax Your Mind spielten sie mit ihrer Band Swingology amerikanischer Tanzmusik mit Fokus auf Country Blues und Swing.

## Weblink
- Website von Jay Ungar und Molly Mason